# Frontera entre Camerún y Nigeria
La frontera entre Camerún y Nigeria es el límite que separa Camerún y Nigeria. Su trazado es resultado de un tratado anglo-alemán de 1913 (Nigeria estaba entonces bajo dominio británico y Camerún bajo dominio alemán) y de revisiones efectuadas en lo sucesivo por, en un primer momento, Francia y Reino Unido, potencias coloniales, y desde su independencia, Camerún y Nigeria.

## Litigios fronterizos

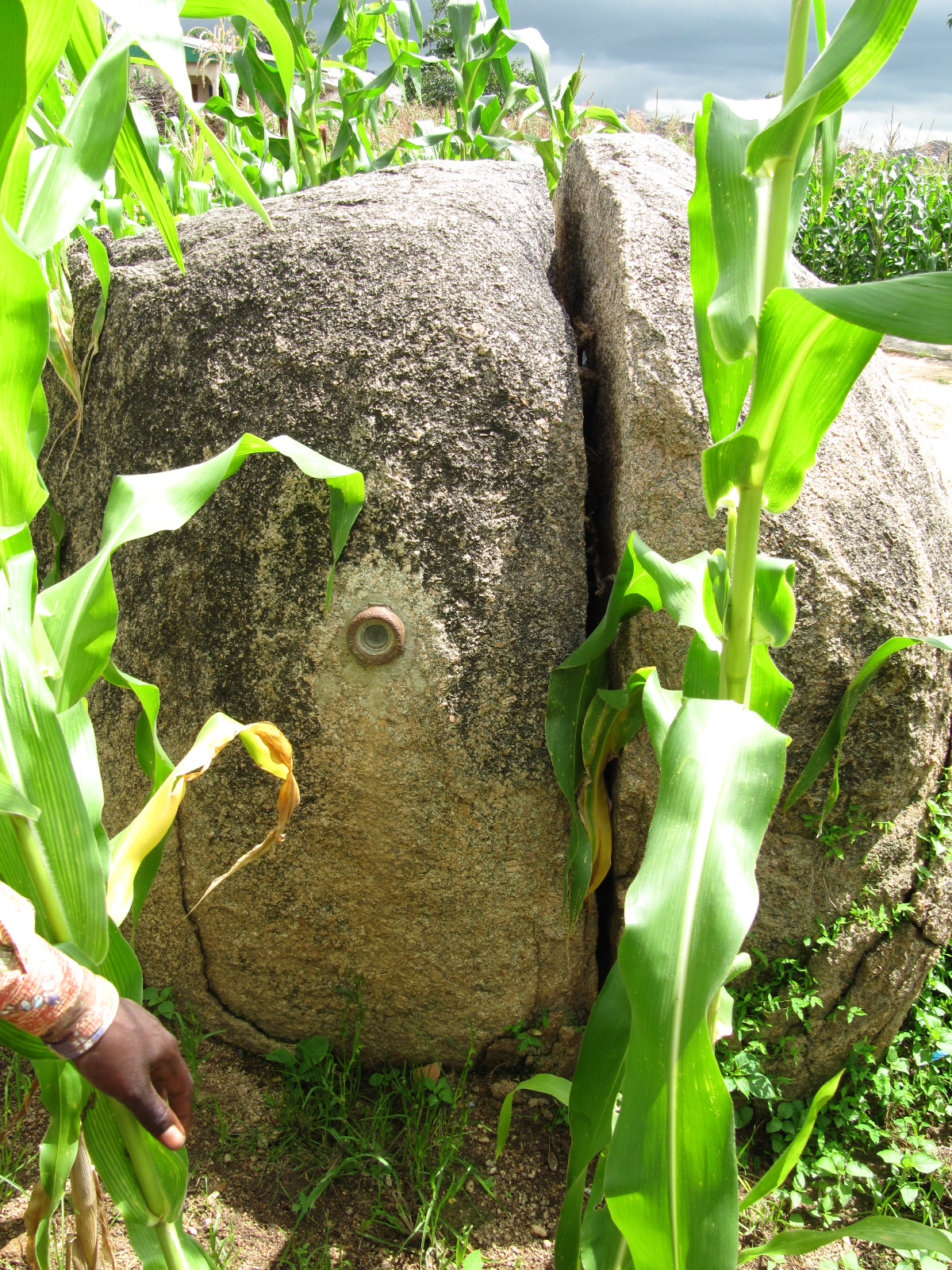
Marca geodésica indicando la frontera entre ambos países (2012).

Las tensiones han existido mucho tiempo entre ambos Estados en lo relativo a su frontera, debido a cuestiones económicas (hidrocarburos de Bakassi) y de seguridad interior (en particular porque Nigeria tiene que enfrentar un movimiento insurreccional en el sudeste y procedía regularmente a incursiones armadas en territorio camerunés). 
El principal punto de desacuerdo se encuentra sobre la península de Bakassi (aproximadamente 1000 km²) y de las aguas territoriales adjuntas, cuyo suelo es rico en hidrocarburos. Nigeria había reconocido la soberanía camerunesa sobre Bakassi en 1975, por el acuerdo de Maroua, pero en lo sucesivo el ejecutivo nigeriano denunció este acuerdo, dispuesto hasta ocupar militarmente la península en ciertos periodos. Bakassi fue atribuida a Camerún por un juicio de la Corte Internacional de Justicia realizado el 10 de octubre de 2002, que las autoridades nigerianas acabaron por aceptar de aplicar; retrocedieron la península a Camerún el 14 de agosto de 2008. 
El otro punto litigioso era el lago Chad, en particular la isla de Darak. Desde el punto de vista de Camerún, la frontera había sido fijada por una declaración franco-británica (declaración Milner-Simón) de 1919, mientras que del punto de vista nigeriano, la delimitación de la frontera había quedado en suspenso. En su resolución del 10 de octubre de 2002, la CIJ consideró que las declaraciones franco-británicas sucesivas delimitaban bien la frontera entre Camerún y Nigeria en la región del lago Chad, y concluyó que la soberanía era de Camerún sobre la región discutida.